# 玛丽亚·迪杰兰多
玛丽亚·迪杰兰多（Maria di Gerlando，1925年11月23日—2010年3月24日）是一名美国歌剧女高音、歌唱教师。1953－1969年間，她是纽约歌剧院的台柱歌者。她以在吉安·卡洛·梅诺蒂歌剧《布利克街的圣人》的首演中扮演卡梅拉（Carmela）而知名。